# Baby Baby Baby
Baby Baby Baby is geschreven en gezongen door de Engelse zangeres en tekstschrijfster Joss Stone. Aan het schrijven hebben ook Danny P en Jonathan Shorten geholpen. Het was de bedoeling dat dit de derde single zou worden van Joss Stones derde studioalbum Introducing Joss Stone.
Het liedje is sinds 23 december 2007 beschikbaar als download op iTunes en in andere webwinkels sinds 30 december 2007. De single ligt in de winkels op 14 januari 2008, maar het nummer is geen enkele hitlijst opgenomen.
De single is in Nederland niet beschikbaar in de winkels, alleen online.

## Clip
Op 29 september 2009 lekte de clip van Baby Baby Baby uit op YouTube. Volgens de beschrijving van de video, wilde EMI niet dat de clip zou worden uitgebracht.